# Hirtshalsmotorvejen
Der Hirtshalsmotorvejen ist eine Autobahn im Norden Dänemarks und Teilstück der E39, die den Hafen in Hirtshals mit Aalborg verbindet. Die Strecke ist 62 Kilometer lang. In Hirtshals existiert eine internationale Fährverbindung nach Kristiansand in Norwegen, die von Color Line und Fjord Line bedient wird. Von Kristiansand wird die E39 bis Trondheim weitergeführt.
Die Strecke ist bis auf ein kleines Stück in Hirtshals vollständig als Autobahn ausgebaut.